# Gustave van de Woestijne
Gustave van de Woestyne, né à Gand le 2 août 1881 et mort à Uccle le 21 avril 1947 , est un peintre, dessinateur et illustrateur belge, membre du premier groupe de l'école de Laethem-Saint-Martin. Il ne resta pas insensible au modernisme et l'artiste incorpora progressivement des éléments de style expressionniste et post-cubiste dans son œuvre. Il est l'un des représentants les plus originaux de l'art moderne en Belgique. En tant que symboliste et admirateur de l'art médiéval, mais aussi en tant qu'être humain des mouvements modernistes tels que l'expressionnisme et le néoréalisme, il a créé une œuvre qui n'a laissé personne indifférent à son époque. Son travail est surprenant et parfois déconcertant en raison de la vision originale, des solutions audacieuses et de la tension qui se cache souvent sous le design classique.

## Biographie

### Portrait
Le père de Gustave van de Woestijne, industriel gantois, meurt en 1890. Dans ses jeunes années, Gustave van de Woestijne se montre insouciant, capricieux, affable, rétif à toute discipline. C'est un doux qui a des gestes obliques, des perplexités et des timidités de séminariste. Il suit les cours de l'Athénée de Gand et, dès ses quatorze ans, fréquente durant quatre ans certains cours de l'Académie de Gand auprès de Jean Delvin et Jules Evariste van Biesbroeck. Le développement de son talent plastique va de pair avec sa formation musicale, qu'il reçoit de l'organiste J. Verhasselt.

Les Deux Printemps, 1910, Musée royal des Beaux-Arts d'Anvers.

Durant cette période, il entre en contact avec Albert Servaes (1883-1966), Alphonse Dessenis (1874-1952) et Jules De Praetere (1879-1947). Il découvre l'œuvre de George Minne (1866-1941), et celle Paul Cézanne (1839-1906) et de Vincent van Gogh (1853-1890) à l'occasion des expositions organisées par La Libre Esthétique à Bruxelles.
Cet étonné de tout, ce perpétuel distrait, dont le visage à force de rêverie a pris un air boudeur, a le regard à demi caché sous l'arcade sourcilière, une bouche au dessin hésitant, un menton dont les lignes légèrement fuyantes dénotent plutôt la faiblesse que la décision. Sa chevelure est caractéristique : aplatis sur le haut du crâne, ses cheveux se rassemblent en masse compacte et bouclée dans la nuque.
Sa mise toujours recherchée et rare suit les caprices de la mode. Sa façon de parler en aparté et de rentrer en lui-même lui donne des allures de cénobite, sa façon de fixer les choses et de sonder les êtres, des allures d'hypnotiseur,,.

### Laethem-Saint-Martin

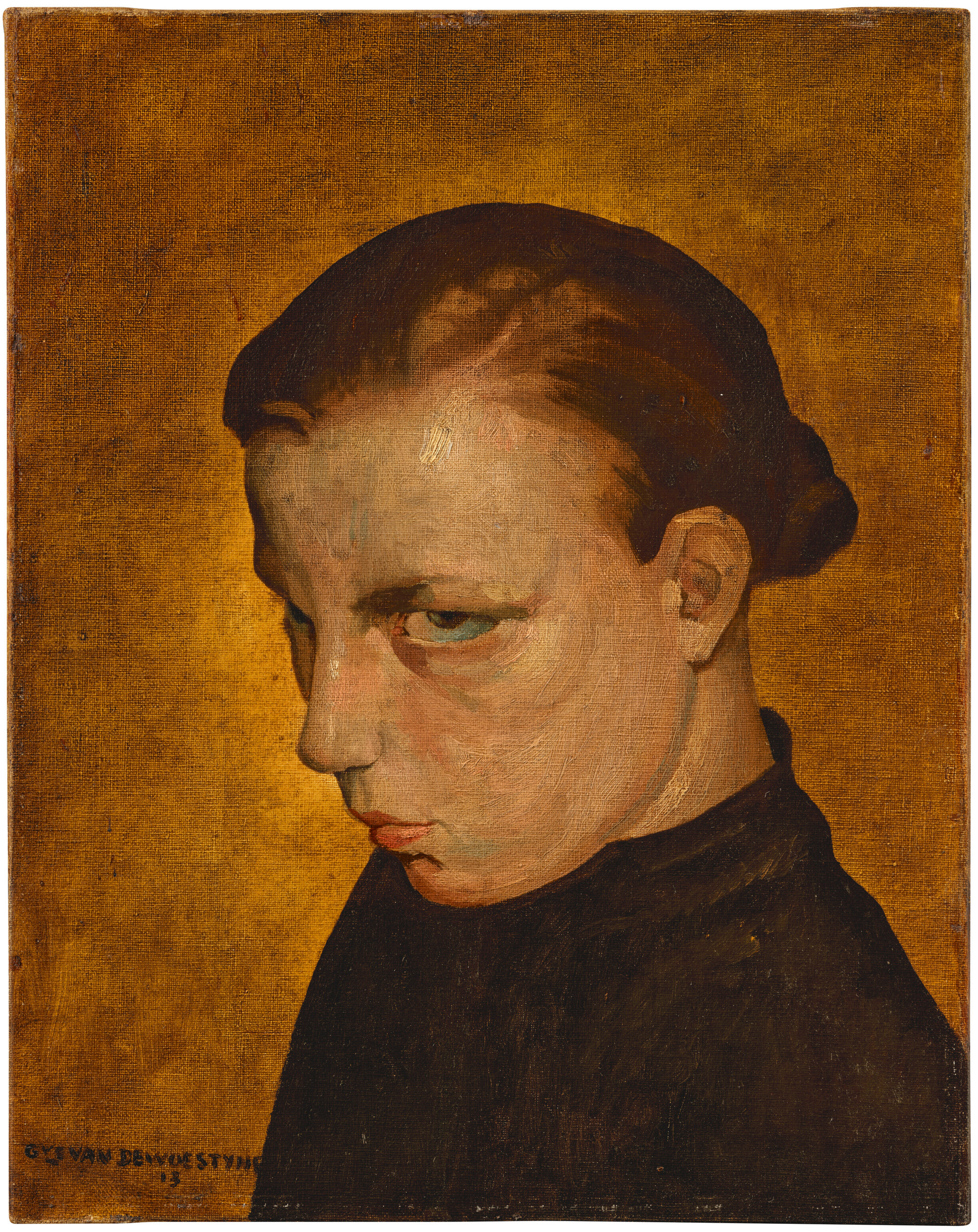
Angèle, 1913, Collection privée

À l'âge de 17 ans, il relève de maladie et doit aller en convalescence à la campagne. Sa mère prend l'initiative de l'installer avec son frère Karel à Laethem. Son frère Karel raconte : « Nous occupions notre propre maison sous la garde d'une servante sévère, imposée par la vigilance de notre maman qui voulait nous éviter une bohème facile et menaçante parce que inspiratrice de paresse. Tout était chez nous propre et ordonné comme chez une vieille bigote. À des heures régulières nous mangions une nourriture soignée et bourgeoise ». Le charme du village agissant, le séjour des deux frères, qui n'était prévu que pour quelques mois, se prolonge. Aux diverses raisons de convenance personnelle qui attirent les artistes vers les bois et les vergers de Laethem s'en ajoute une autre, très prosaïque celle-là : l'exceptionnel bon marché de la vie en ce village perdu, vivant quasi de ses propres ressources.
Lui-même considère son séjour à Laethem comme le point de départ de sa carrière de peintre. Quelques jours avant de s'y installer, il détruit l'ensemble de ses travaux exécutés à l'Académie de Gand. De 1899 à 1909 il exécute une série de toiles qui met à l'épreuve sa vocation d'artiste, et connaît une période de grande exaltation mystique.
En 1902, il devient membre de Open Wegen, cercle artistique fondé par son frère Karel qui organise des conférences et des concerts. La même année, l'exposition consacrée aux primitifs flamands à Bruges l'impressionne vivement. 
Il visite Paris en 1903 en compagnie d'Émile Verhaeren, et après le mariage de son frère en 1904, il réside quelque temps à Louvain avec Valerius De Saedeleer. 
Il envisage de se faire moine en 1905, et entre comme novice à l'abbaye bénédictine du Mont-César à Louvain. Après un séjour de trois mois, il revient à Laethem, désormais convaincu de sa vocation artistique plutôt que monacale. Il y peint dans un style hiératique le Portrait du curé van Wambeke. Dessenis peint le Portrait de Gustave van de Woestijne.

### Louvain, Etterbeck et Tiegem
Il épouse Prudence De Schepper en 1908 et quitte Laethem pour Louvain en 1909,,.
De Louvain où il passe (1909-1912) des années fécondes et agréables entouré d'amis professeurs d'université et autres, il se rend, après un court séjour à Bruxelles, au village de Tiegem où il retrouve son ami Saedeleer. Son fils Maxime naît en 1911.

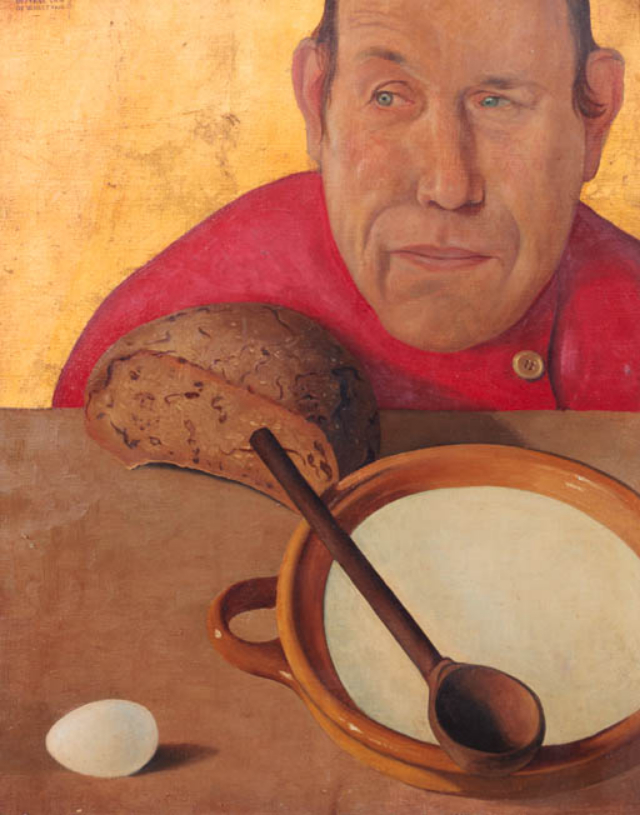
Le mangeur de porridge, 1911, Collection privée

En 1912, il réside à Etterbeek et en 1913 il s'établit à Tiegem où travaille déjà Saedeleer. 

### Voyages et exil
Il part à Florence au printemps 1914, en compagnie de Valerius de Saedeleer, mais la guerre fait de lui et de sa famille des réfugiés au Pays de Galles de 1914 à 1919. Il y peint des œuvres de caractère allégorique, dont L'Infirme qui apprend à marcher à un petit enfant
De retour en Belgique en 1919, il s'installe à Waregem et exécute, à l'entrée de sa maison, une fresque intitulée Donner l'hospitalité à l'étranger. Il y habite en 1921 la villa Het rozenhuis.
Il expose à la Galerie le Centaure à Bruxelles en 1924, et part pour Vienne, puis visite Florence et Venise au printemps 1925. 

### La Reconnaissance officielle
A son retour il quitte Waregem pour Malines où il est appelé en qualité de directeur de l'Académie et de l'École industrielle de cette ville. Il emmène en 1927, ses étudiants en voyage à Florence pour y étudier la technique de la fresque. Conjointement, il est nommé professeur à l'Institut national de la Cambre à Bruxelles, fonctions qu'il remplira pendant trois ans. Un an plus tard il est nommé professeur à l'Institut supérieur des beaux-arts d'Anvers ; il le restera jusqu'en 1947.
À Bruxelles se fonde le cercle Les IX dont il fera partie 
En 1930, au Palais des beaux-arts de Bruxelles une vaste exposition rétrospective intitulée Les tapis de Saedeleer réunit des tapis des Flandres réalisés au point noué, notamment d'après des cartons de Gustave van de Woestijne 
Il fait partie des peintres et écrivains les plus célèbres de Flandre qui accueille la reine Élisabeth de Belgique en 1931 dans la région de la Lys.
En 1934, il expose à la galerie Janus d'Anvers, et participe à la fondation de l'association Les Compagnons de l'Art groupant des artistes de tendances diverses. Il figure parmi les artistes de Laethem présents à l'exposition intitulée L'art flamand dans la région de la Lys oranisée par la ville de Deinze.
Il abandonne ses fonctions de directeur de l'Académie de Malines en 1939, et s'installe à Bruxelles, où il compose Le Christ dans le désert, mais sa production perd peu à peu de sa régularité comme de son ampleur.
En 1941, il expose à la galerie Apollo de Bruxelles ,,.

## Son œuvre
L'influence des préraphaélites et des symbolistes est perceptible dans ses premières œuvres. Son évolution spirituelle et le choix de ses sujets sont peu influencés par les endroits où il passe. À partir de dix-sept ans, alors qu'il réside déjà à Laethem, il se laisse inspirer par les peintres brabançons, brugeois et gantois des XIVe et XVe siècles.
Son frère Karel propose de traiter son œuvre par tranches : ce sont le groupe paysan, le groupe religieux et le groupe des expériences personnelles ; dans ce dernier il range surtout les portraits. Inventif, Gustave van de Woestijne suggère à ses camarades des méthodes picturales délaissées, défend des points de vue inattendus mais féconds, met Albert Servaes sur la voie de l'expressionnisme, oriente Valerius de Saedeleer dans son travail synthétique, contribue à donner à l'art de George Minne sa tournure religieuse. Lui-même a une très étrange façon de travailler : alors que sur le reste de la toile rien n'est encore ébauché, il y dessine et peint un détail (généralement un œil) qu'il achève avec la dernière minutie. C'est à partir de ce point central fignolé à l'extrême que l'œuvre se parachève, en quelque sorte par rayonnement.

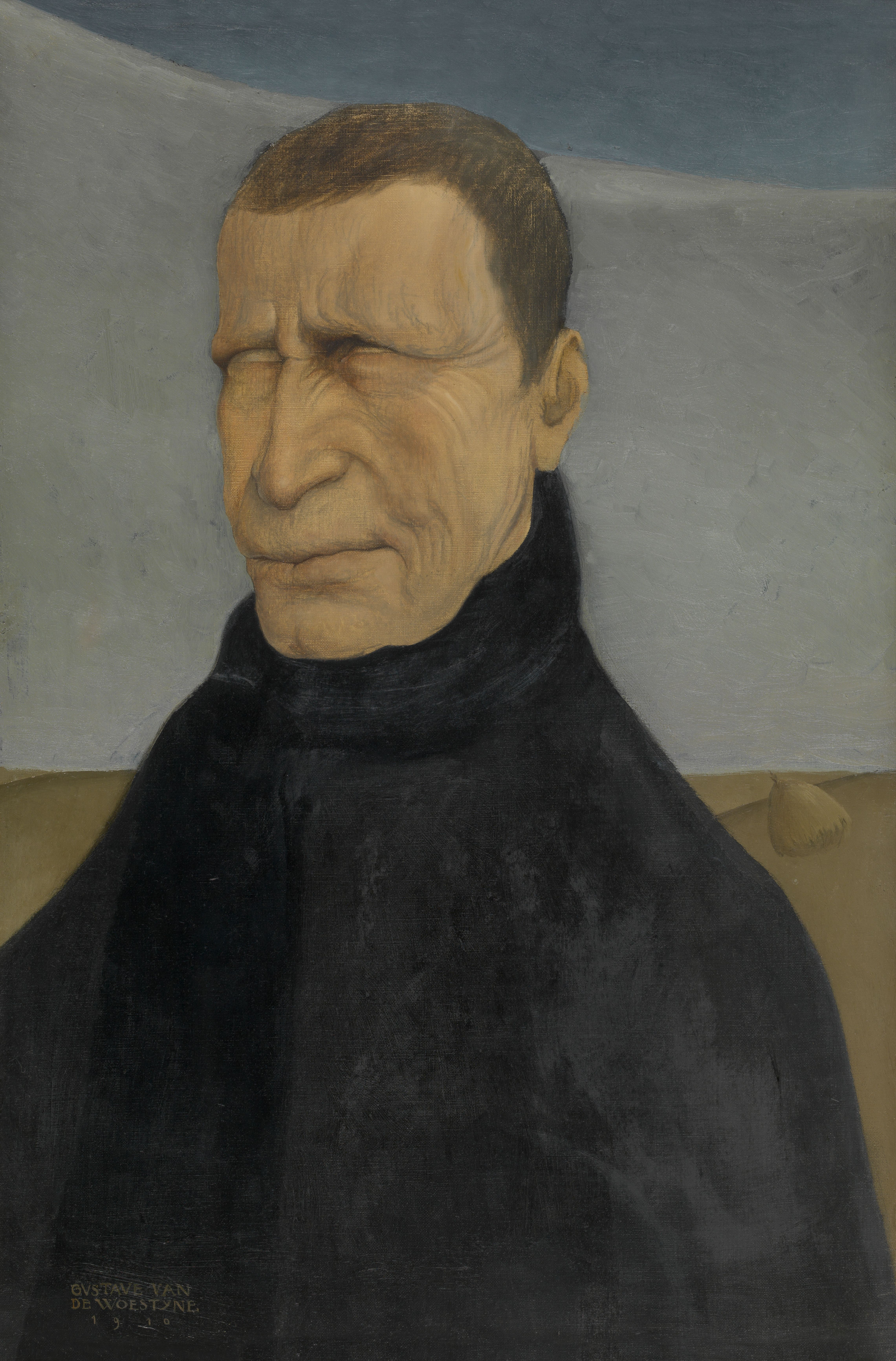
L'Aveugle, 1910
Musée royal des Beaux-Arts d'Anvers

À leur manière il peint quelques portraits qui donnent le ton à une bonne partie de ceux qu'il exécutera plus tard. C'est l'époque du Portrait de Madame Minne, Saint Dominique recevant le rosaire des mains de la Vierge Marie (1900) , du Saint Jean-Baptiste, Deeske (1901), du Portrait d'un adolescent, du Portrait de l'abbé Van Wambeke (1905). À Laethem, comme plus tard à Louvain et Tiegem, tel un somnambule à demi décroché du réel, il longe en pensées les berges d'une Lys de rêve, passe devant les fermes à volets verts, toit de chaume et façade d'une blancheur immaculée. Il voit circuler des fées, des Vierges et des anges de son éden. Il entre dans des jardins de légende où vivent des arbres aux branches contorsionnées. Soudain il se trouve face à face avec un visage de paysan, muet et ridé comme celui d'une momie. C'est tour à tour Quelqu'un s'en est allé, Fumée d'opium, Le Jardin au paon, La Cour de sainte Agnès, Le Bêcheur, L'Aveugle, Tête de vieux paysan, Tête d'homme, les paysans Kerkhove et Deeske. La vie quotidienne est peuplée de personnages impalpables telle cette Vierge qui surgit à l'avant-plan de Dimanche après-midi. Une brume légère s'élève et rend les tons laiteux. Dans les forêts lunaires, des branches d'arbres pareilles à des bras crispés cherchent à s'étirer, un soleil de minuit se mire dans une eau glauque, des falaises crayeuses se dressent comme des murs, des oiseaux au vol lourd apportent des présages, et c'est Hora alba, Le Printemps, L'Éternel reflet.

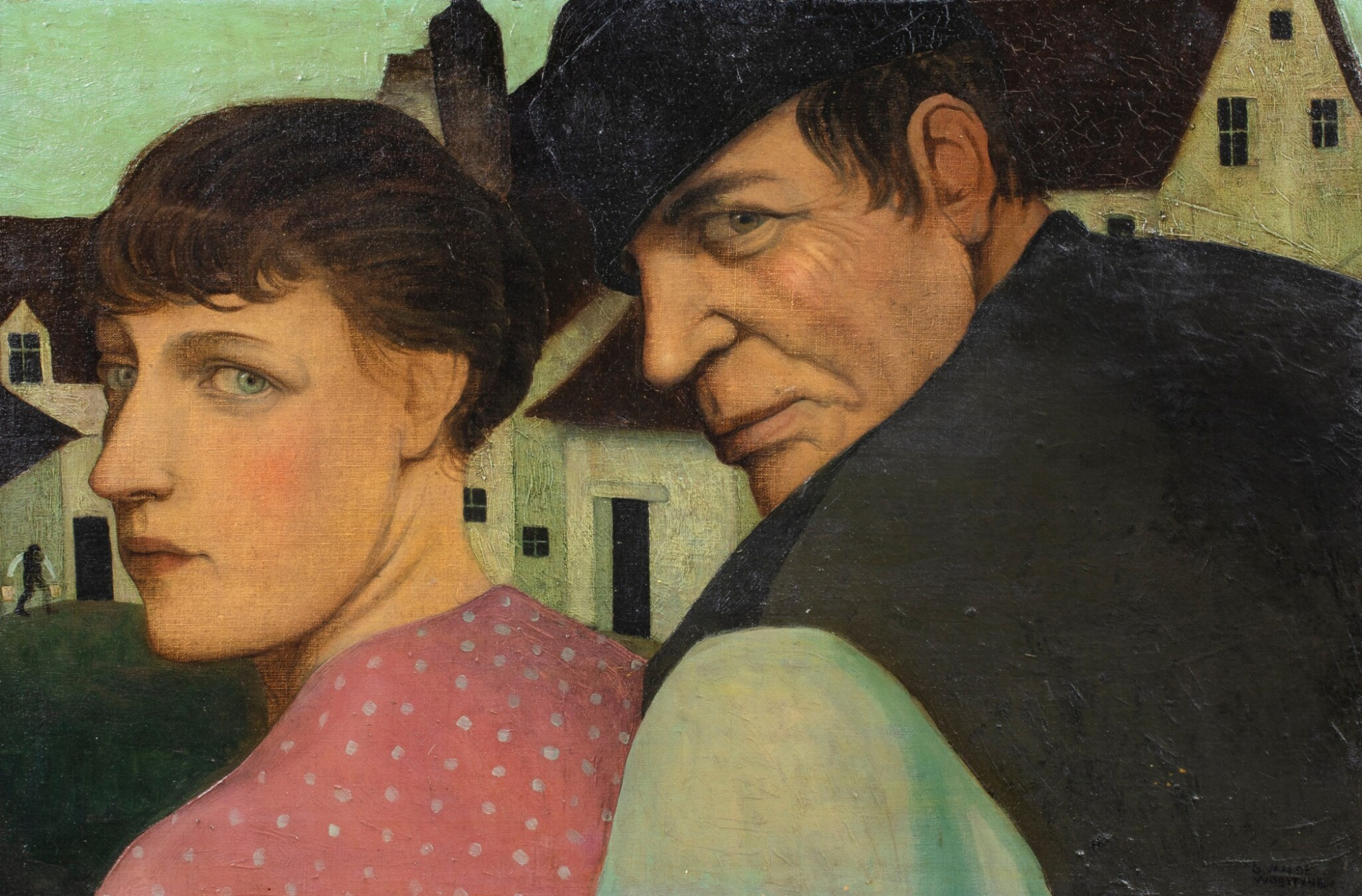
En revenant des champs, 1911
Collection privée

- Portrait de Prudence De Schepper, l’épouse de l’artiste, 1910, huile sur papier, 99 × 68 cm, Musée des beaux-arts de Gand [17]
- Portrait de Nandje[18], 1910
- L'Aveugle, 1910
- Le Berger, 1910, musée Alice et David van Buuren[19]
- Paysan (ou Le Soir), 1910, huile sur toile, 60 × 40 cm, Musée des beaux-arts de Gand [20]
- Portrait de Karel van de Woestijne, 1910 dessin
- Hora alba, 1911
- La Cour de sainte Agnès, 1911, musée Alice et David van Buuren[19]
- Tête de bonne d'enfant, 1912
- Jeune paysanne, 1913, huile sur toile, 36 × 32 cm, Musée des beaux-arts de Gand [21]
- "grand-mère" Madame Gevaert, 1913
- Portrait de Valerius De Saedeleer, 1914
- Portrait de Jozef De Craene, 1914
- Dimanche après-midi, 1914, huile sur toile, 93 × 142 cm, Musées royaux des Beaux-Arts de Belgique[22]
- L'Infirme qui apprend à marcher à un petit enfant, 1917
- Les Dormeurs, 1918
- La Flandre en exil, 1918

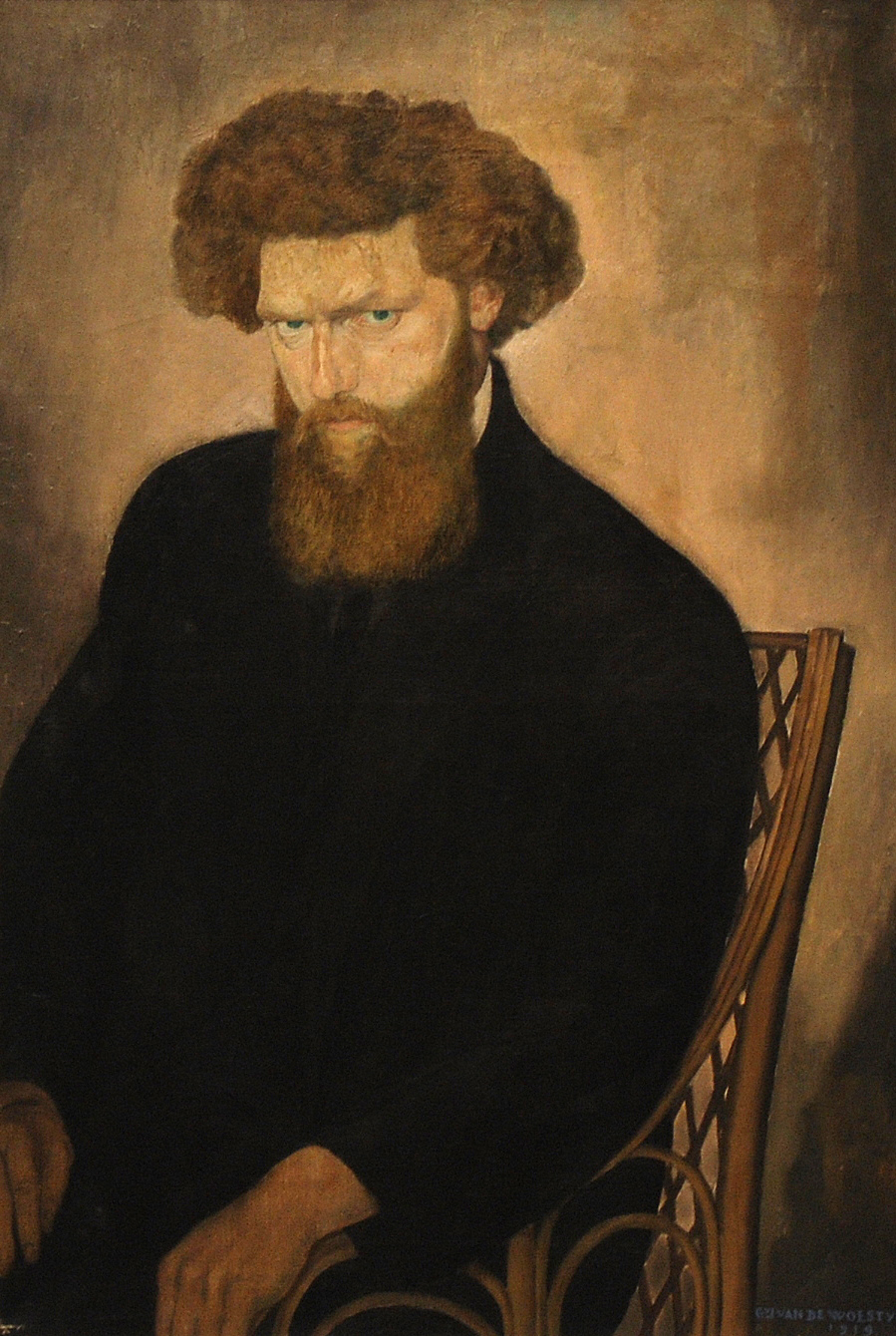
Portrait de Fabrice Polderman, 1919

Dans une interview[Où ?] datant de 1919, il déclare tout net : « Chaque œuvre est un recommencement. Si deux toiles se ressemblent, cela devient du métier et non de l'art (...) Je n'aime pas les peintres qui se répètent. »
- La Table des enfants, 1919, musée Alice et David van Buuren[19]
- Portrait de Madame Louise de Graaff, 1919, huile sur toile, 122 × 107 cm, Musées royaux des Beaux-Arts de Belgique[23]

De Flandre, la pensée du peintre vogue vers l'Angleterre des allégories de Burne-Jones et des personnages portraiturés par James Whistler : relèvent de cette inclination Jésus-Christ au jardin des fontaines, le Portrait de l'aïeule et le Portrait du docteur Depla. Exilé en Angleterre, c'est la Flandre de Bruegel qui lui revient en mémoire. Mais il n'en aperçoit les gens qu'au travers d'un voile argenté, un voile qui estompe leurs contours et en fait les figures fantomatiques d'un pays irréel. Dans cet esprit, il exécute quelques grandes toiles : Les Dormeurs, L'Exil de la Flandre, Ma petite fille au Pays de Galles, L'Infirme qui apprend à marcher à un petit enfant (1917). Le pinceau qui maintes fois travaillait en tapotant change bientôt de méthode, ses mouvements se font précis comme ceux d'un bistouri : ainsi sont peints La Table des enfants, Le Peintre devant sa fenêtre, Le Violoniste aveugle, La Nature morte aux fruits. Cependant son esprit de recherche ne connaît pas de répit : certaines réminiscences des primitifs italiens et de l'art de Byzance se glissent dans ses tableaux. Ainsi peint-il Visitation, Donner l'hospitalité à un étranger, Adam et Ève, Le Christ montrant ses plaies.
Après son retour de Grande-Bretagne, son œuvre évolue vers sa propre forme d'expressionnisme, où son style, malgré la déformation utilisée, demeure réaliste et techniquement sublime. La déformation des figures, comme chez beaucoup d'expressionnistes, a produit chez lui ses propres caractéristiques.
Le vent de modernisme qui dans l'entre-deux-guerres secoue l'art européen atteint par contrecoup le flexible van de Woestijne. Des éléments de composition cubiste (Fugue, Azur, Les Buveuses de liqueur) et véristes (Portrait de M. De Zutter, Double portrait de M. et Mme Van Herrewege) apparaissent chez van de Woestijne. Une talentueuse phalange de peintres flamands se lance dans l'expressionnisme, il emboîte le pas et exécute quelques œuvres expressionnistes capitales : Gaston et sa sœur, Notre-Dame des sept douleurs, Études pour la dernière cène.
- Le Violoniste aveugle, 1920
- Héberger les voyageurs, 1920, fresque, chaux, polyester, 66 × 74 cm, Musée des Beaux-Arts de Gand[24], fresque à l'entrée de sa maison de Waregem
- Het rozenhuis, 1921
- Le Christ montrant ses plaies, 1921
- Nature morte, 1921, huile sur carton, 58 × 74 cm, Musées royaux des Beaux-Arts de Belgique[25]

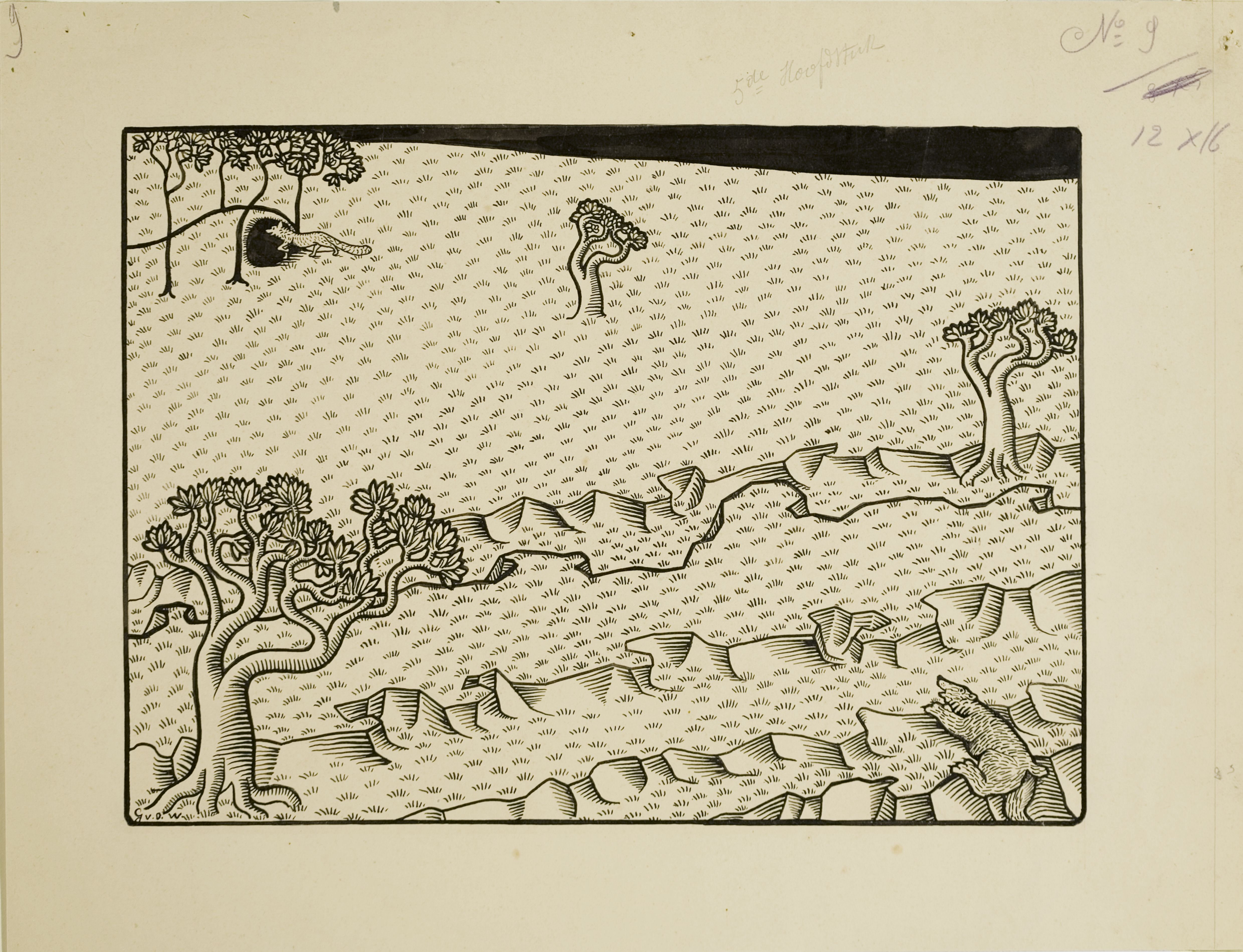
Comment Brun est envoyé avec le message à Renard et comment il s'adresse à lui, 1908
Musée des Beaux-Arts de Gand

- Illustration de l'œuvre de Stijn Streuvels, notamment Reinaert de Vos, Musée des Beaux-Arts de Gand[26]
- Les Buveuses de liqueur, 1922
- Gaston et sa sœur, 1923
- Le Peintre dans son jardin, 1923
- La Vierge et son peintre, 1923

Quittant l'outrance moderne, il interroge celle d'un Grünewald et compose son étonnant Jésus-Christ nous offrant son sang. Suit une période de grands panneaux décoratifs : La Mère et son enfant, Modèle pour la Vénus de Milo, et surtout La Cène, une toile de douze m² ,,.
- Jésus-Christ nous offrant son sang, 1925, huile sur toile, 208 × 178 cm, Musées royaux des Beaux-Arts de Belgique[29]
- Fugue, 1925, huile sur toile, 80 × 80 cm, Musée des beaux-arts de Gand [30]
- L'Aveugle à la bouillie, 1928
- Portrait de Karel Van de Woestijne, 1928, dessin
- Nature morte à la cafetière blanche, 1928[19]
- cartons de tapis des Flandres réalisés au point noué, 1930
- Le Baiser de Judas, 1937, huile sur toile, 181 × 160 cm, Musées royaux des Beaux-Arts de Belgique[31]
- Le Christ dans le désert, 1939, huile sur panneau, 122 × 169 cm, Musée des beaux-arts de Gand [32]

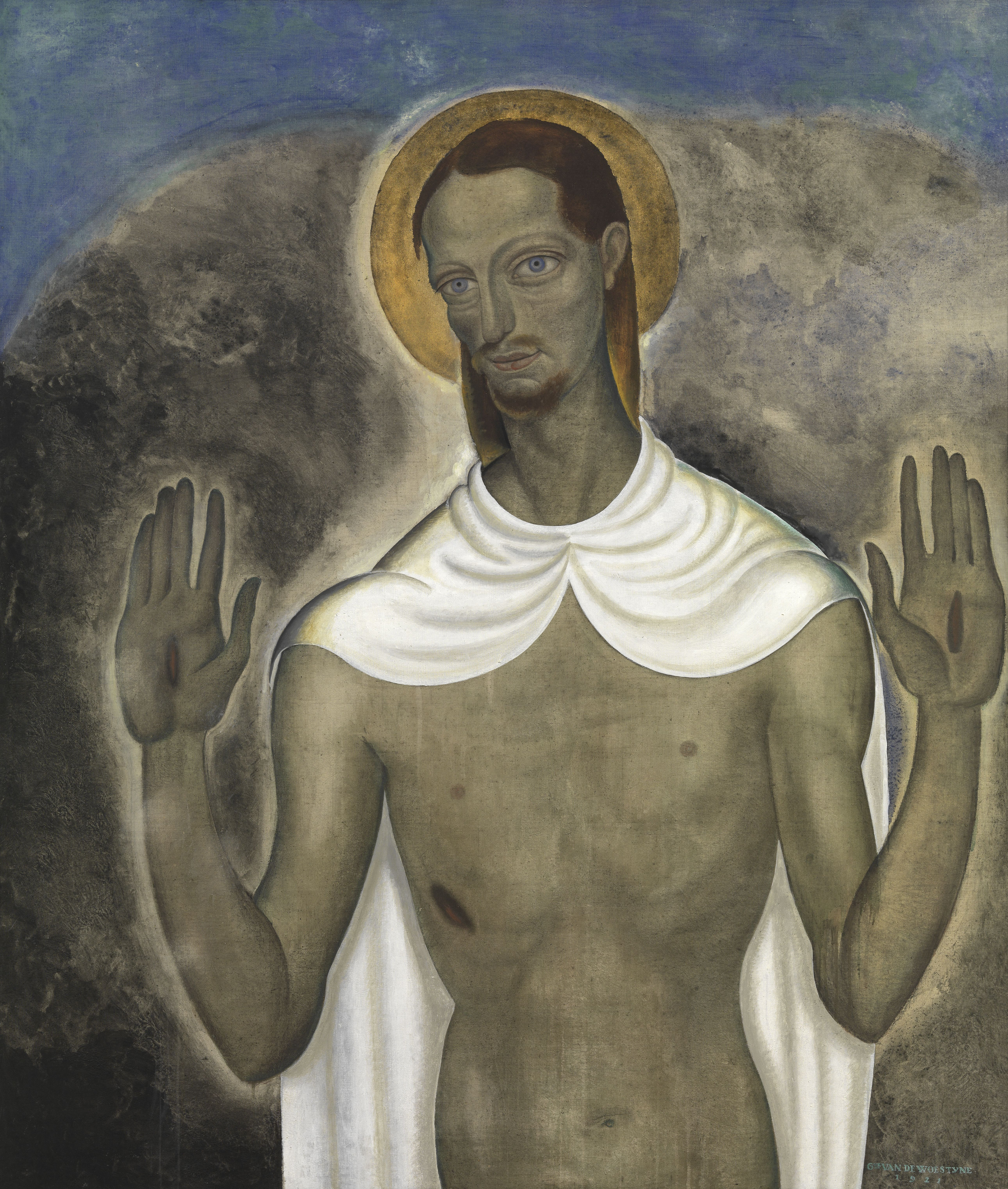
Le Christ montrant ses plaies, 1921, Musée royal des Beaux-Arts d'Anvers
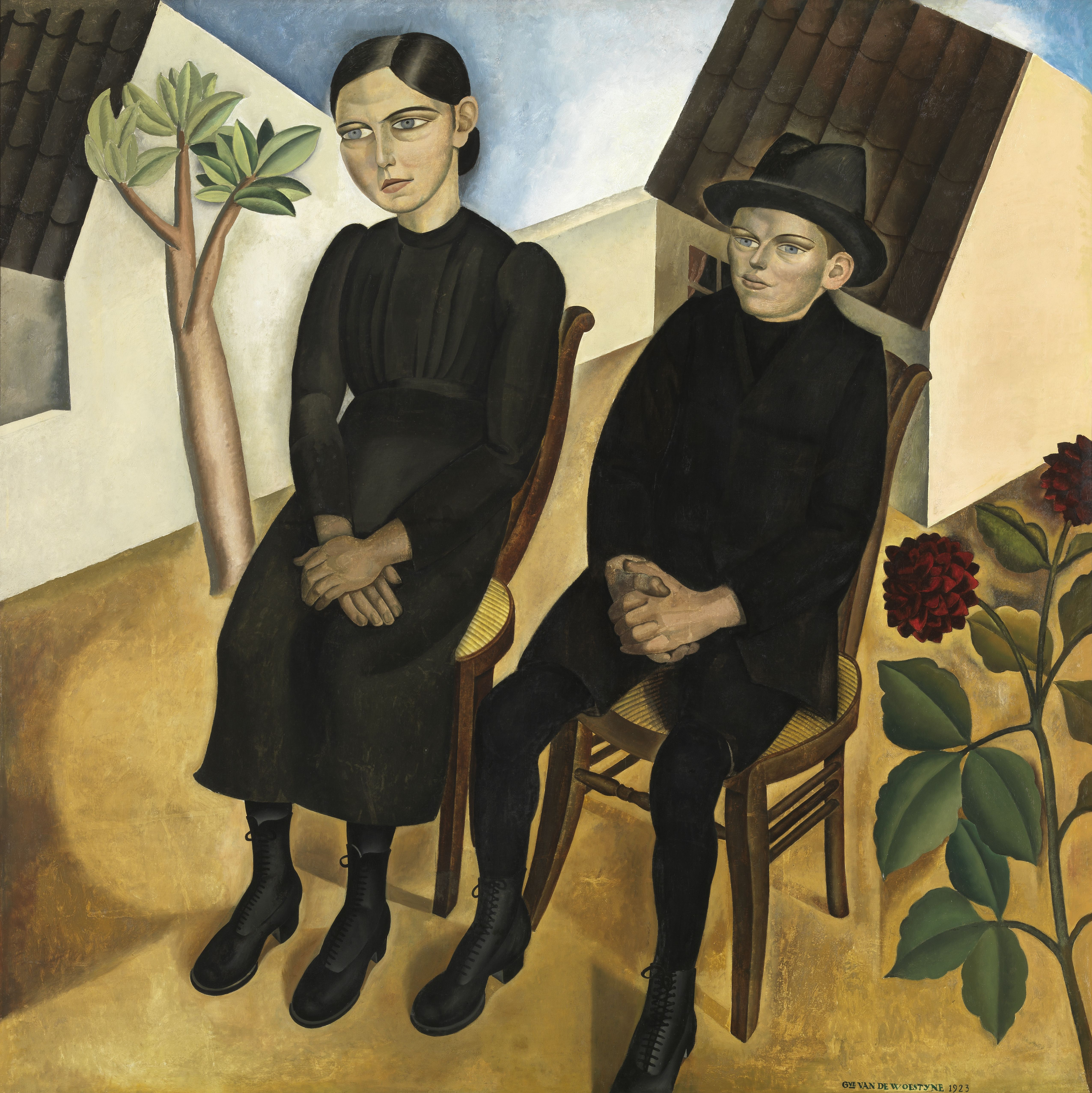
Gaston et sa sœur, 1923, Musée royal des Beaux-Arts d'Anvers.
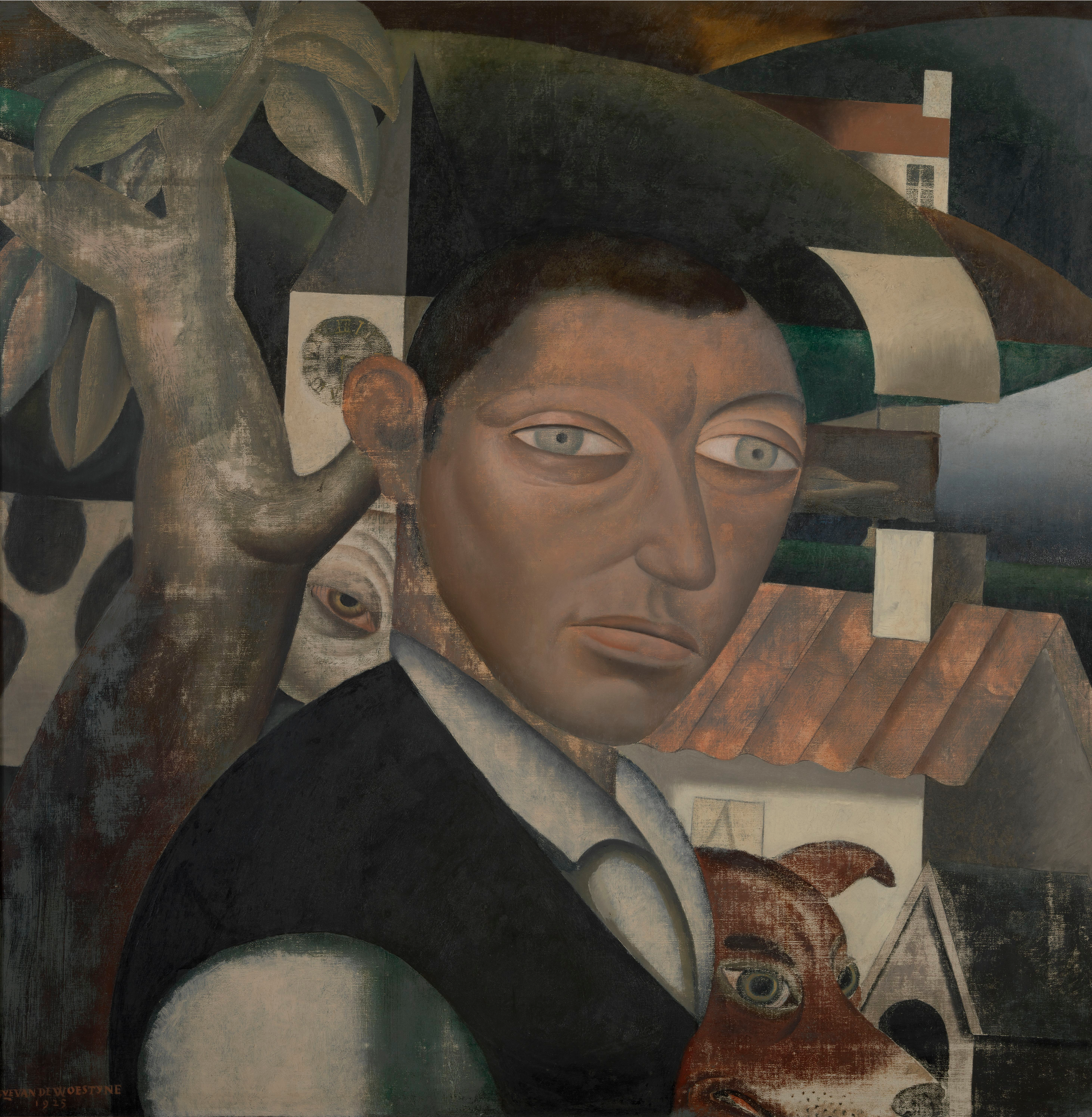
Fugue, 1925, Musée des Beaux-Arts de Gand.
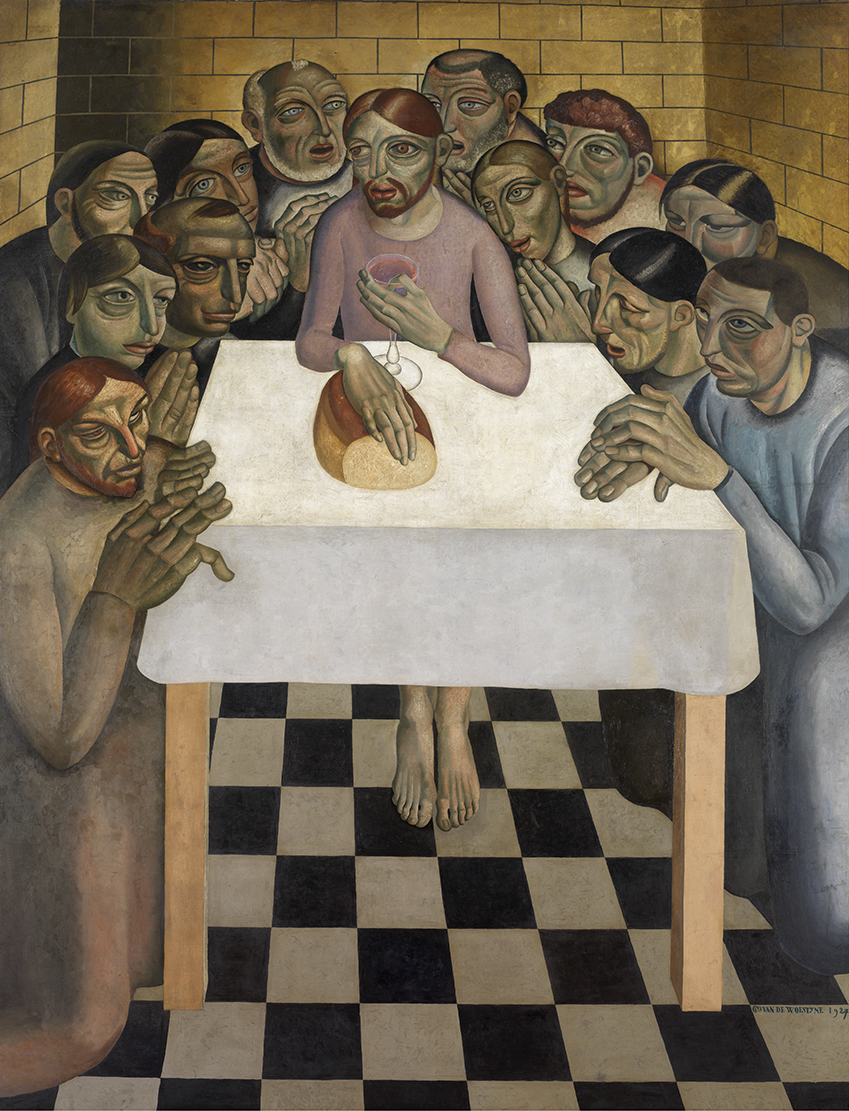
Le dernier repas, 1927, Groeningemuseum.
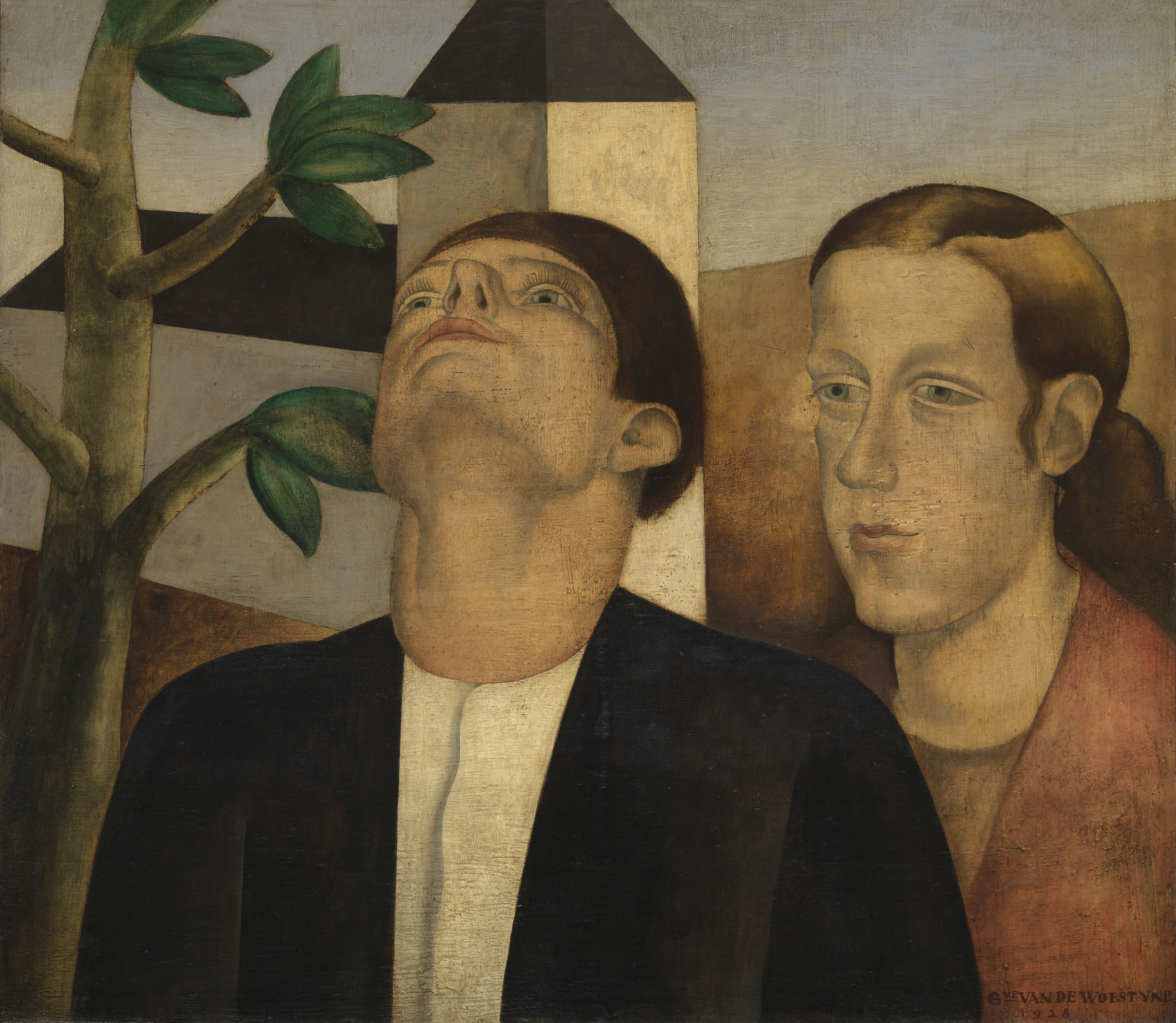
Azur, 1928, Musée royal des Beaux-Arts d'Anvers.
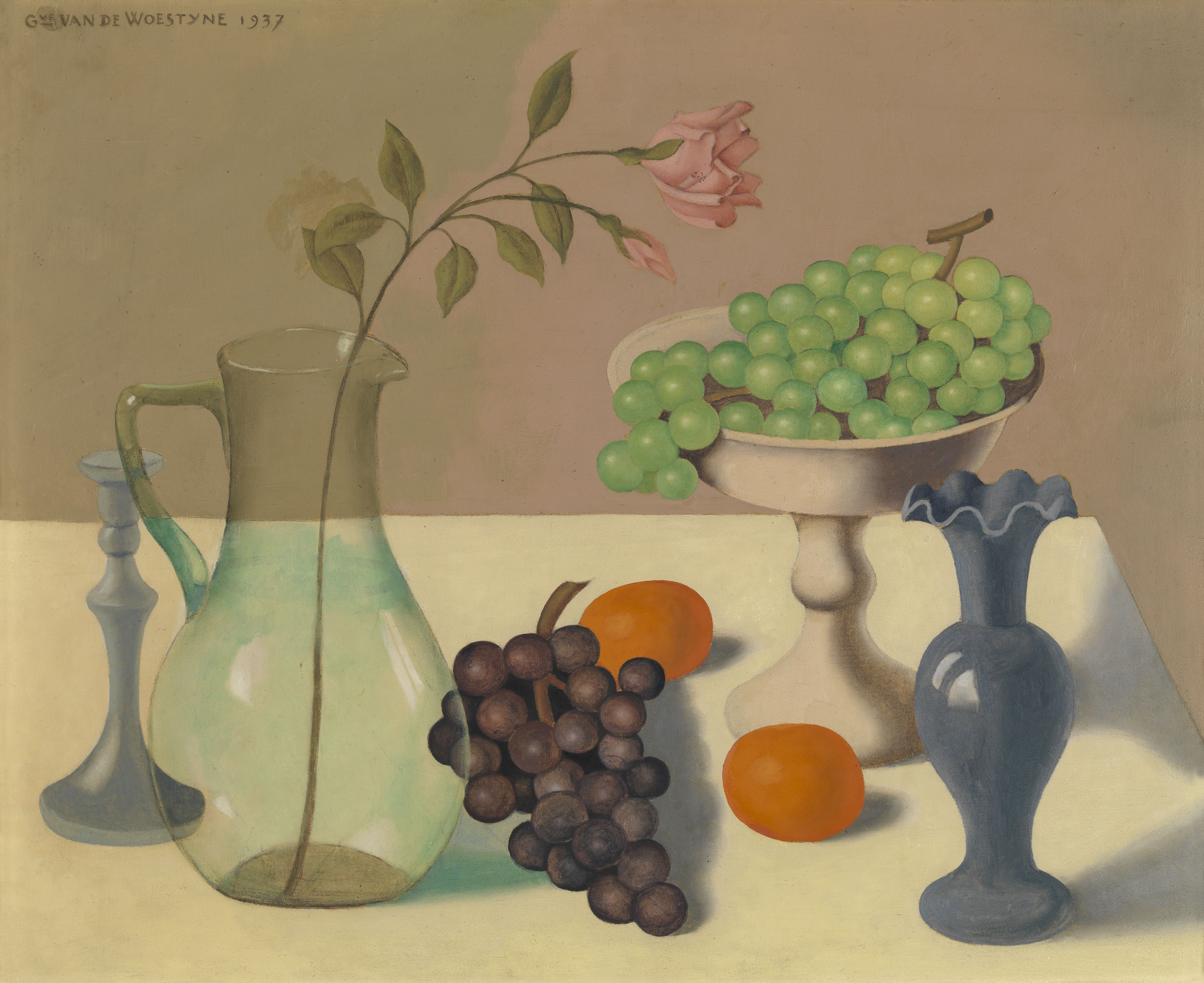
Nature morte aux raisins, 1937, Musée royal des Beaux-Arts d'Anvers.

Sa production picturale est évaluée à 400 œuvres (on a perdu la trace de quelques-unes). Ami très apprécié des van Buuren, il leur a vendu pas moins de 19 tableaux dont certains sont conservés au musée Alice et David van Buuren.
Autres lieux d'exposition  [réf. nécessaire] : 
- Les Dormeurs ou Les Mauvais bergers, L'Aveugle, Les Deux Printemps, Le Christ montrant ses plaies, Les Buveuses de liqueur, Gaston et sa sœur au Musée royal des beaux-arts d'Anvers
- L'Homme qui ne veut pas voir et L'Infirme qui veut apprendre à marcher à un petit enfant au Musée de Deinze et du Pays de la Lys
- Le Violoniste mendiant au Musée des beaux-arts de Liège
- La Dernière Cène au Musée Groeninge de Bruges [33]

## Postérité
En 1979 est paru à titre posthume son livre de souvenirs, Karel en ik - Herinneringen (« Karel et moi - Souvenirs »).

### Source
- (nl) Cet article est partiellement ou en totalité issu de l’article de Wikipédia en néerlandais intitulé « Gustave van de Woestijne » (voir la liste des auteurs).